# Dungeon crawl

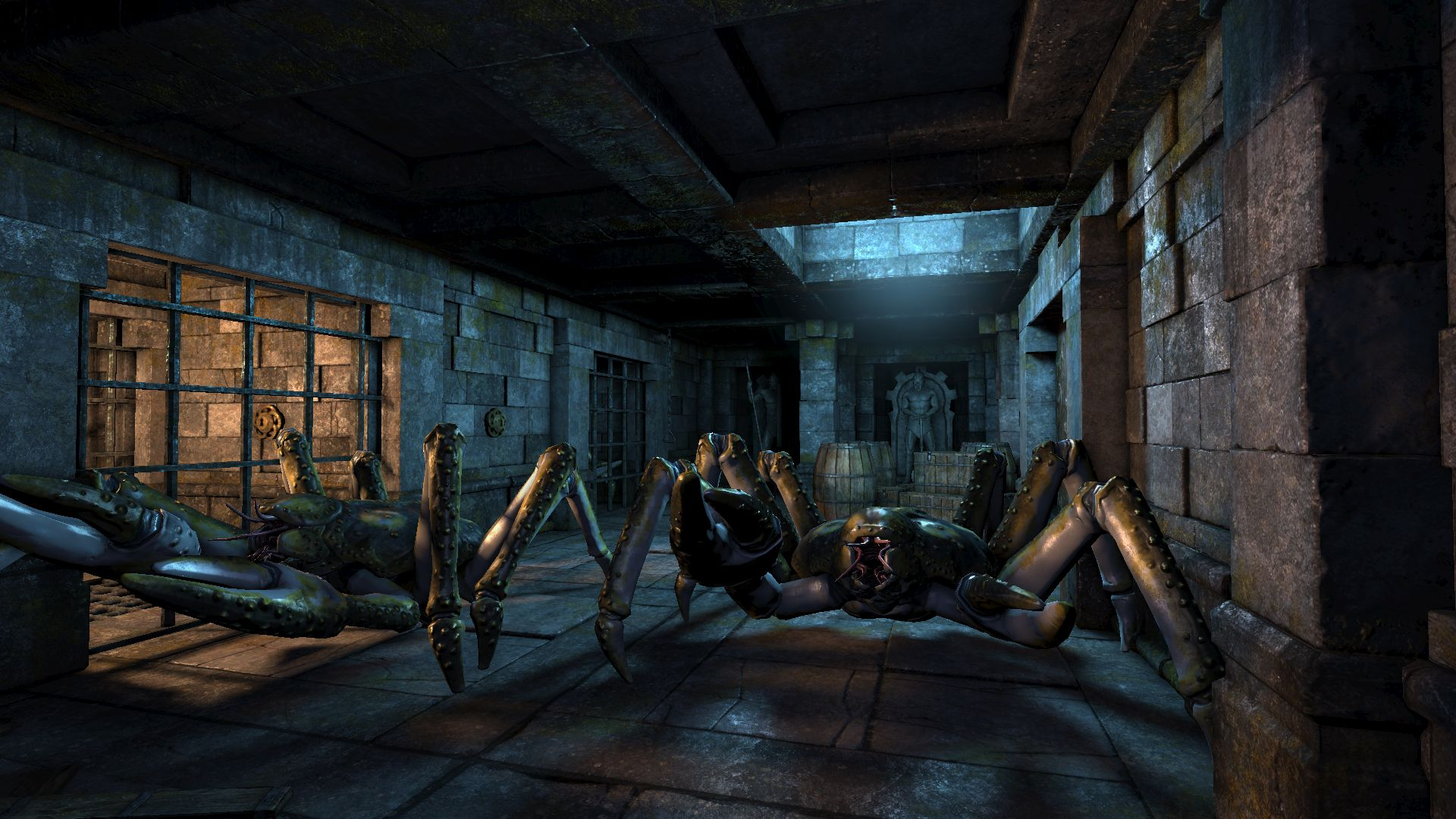
Підземелля з чудовиськами у грі Legend of Grimrock

Dungeon crawl (букв. лазіння підземеллями) — тип сценарію фентезійних рольових ігор, що концентрується на подорожах героїв підземеллями, битвах з чудовиськами, що їх населяють, і відшукуванні скарбів. Він особливо поширений в рольових настільних іграх і відеоіграх, створених за їх зразком.

## Особливості
Вагомий внесок в розвиток концепції подорожей підземеллями вніс творець настільної гри Dungeons & Dragons Гаррі Гайгекс. З часом ігрові локації, явно навмисне створені для їх «зачищання» гравцями, отримали назву гайгексівських підземель і часто пародіювалася, в тому числі в інших іграх, таких як Манчкін.
Серед відеоігор dungeon crawl найчастіше зустрічається в жанрі Roguelike. Фентезійні Action RPG також часто використовують подорожі та битви в підземеллях. Прикладами таких ігор є Legend of Grimrock, ігри серії Diablo. Пік популярності dungeon crawl припав на 1980-і, коли виходили їхні класичні зразки як Wizardry, The Bard's Tale, Cosmic Soldier, Might and Magic, Megami Tensei, Phantasy Star, Dungeon Master та подібні.

## Найвизначніші ігри
- Legend of Grimrock
- Diablo
- Wizardry
- The Bard's Tale
- Cosmic Soldier
- Might and Magic
- Dungeon Master
- Undertale
- Darkest Dungeon
- Dark and Darker